# Захарино (Брейтовский район)
Захарино — деревня в Брейтовском районе Ярославской области России. Входит в состав Брейтовского сельского округа Брейтовского сельского поселения.

## География
Деревня находится на северо-западе области, в отделённой Рыбинским водохранилищем северо-восточной части района (Дарвинский заповедник), в подзоне южной тайги, на правом берегу реки Островская, на расстоянии примерно 41 километра (по прямой) к северо-востоку от села Брейтово, административного центра района. Абсолютная высота — 104 метра над уровнем моря.

### Климат
Климат характеризуется как умеренно континентальный, с относительно тёплым влажным летом и умеренно холодной зимой. Среднегодовая температура воздуха — 3,2 °C. Средняя температура воздуха самого холодного месяца (января) — −11 °C (абсолютный минимум — −38 °C), средняя температура самого тёплого (июля) — 18 °С (абсолютный максимум — 37 °С). Безморозный период длится около 133 дней. Годовое количество атмосферных осадков составляет 597 мм, из которых большая часть (около 418 мм) выпадает в тёплый период.

### Часовой пояс
Захарино, как и вся Ярославская область, находится в часовой зоне МСК (московское время). Смещение применяемого времени относительно UTC составляет +3:00.

## История
В селе Захарьино было две церкви. Первая Вознесения Господня построена в 1734 году. Престолов в ней было три: Вознесения Господня, Рождества Пресвятой Богородицы и Иоанна Предтечи. Вторая двухэтажная каменная церковь основана в 1792 году с двумя престолами: Святителя и Чудотворца Николая и Святых Бессеребреников Косьмы и Дамиана. 
В конце XIX — начале XX века село входило в состав Грязливецкой волости Мологского уезда Ярославской губернии.
С 1929 года село входило в состав Бобровского сельсовета Мологского района, с 1932 года — в составе Ермаковского района, с 1941 года — в составе Брейтовского сельсоветаБрейтовского района, с 2005 года — в составе Брейтовского сельского поселения. Часть села с Никольской церковью была передана в состав деревни Михальково.

## Население
| 1859 | 1914 | 2002 | 2007 | 2010 |
| ---- | ---- | ---- | ---- | ---- |
| 142  | ↗217 | ↘14  | ↗16  | ↘8   |

### Национальный состав
Согласно результатам переписи 2002 года, в национальной структуре населения русские составляли 100 % из 14 чел.